# Straßenbahn Blackpool

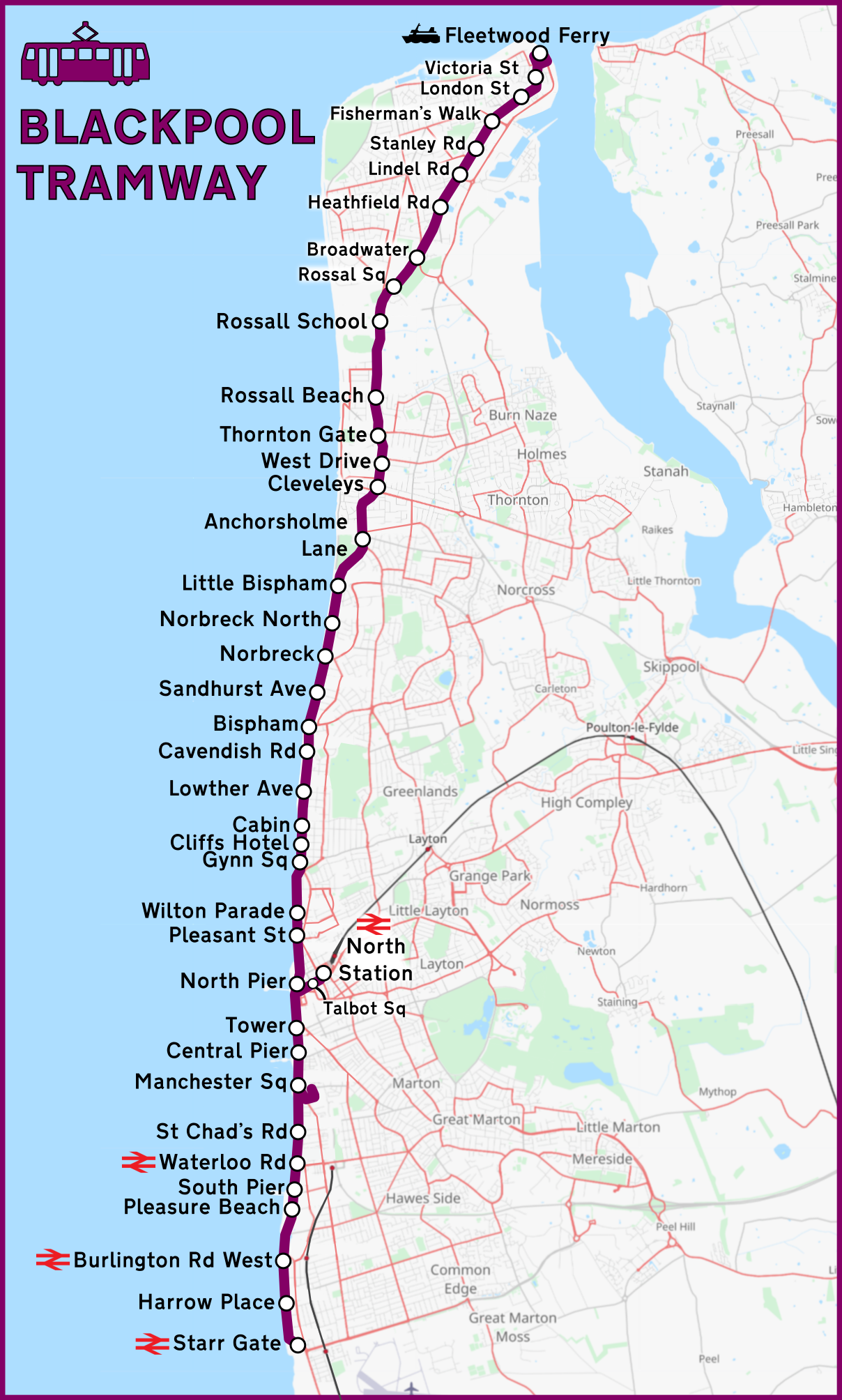
Heutiger Streckenverlauf

Die Straßenbahn Blackpool in der englischen Grafschaft Lancashire wurde am 29. September 1885 eröffnet. Sie hat eine Spurweite von 1435 Millimetern und ist eine der ältesten elektrischen Straßenbahnen der Welt. Von 1962 bis zur Betriebsaufnahme des Manchester Metrolink im Jahr 1992 war sie das einzige städtische Straßenbahnnetz im gesamten Vereinigten Königreich. Sie wird heute von Blackpool Transport betrieben und befördert auf einer Strecke von 17,7 Kilometern rund 4,7 Millionen Passagiere jährlich.

## Geschichte

Rezentes (schwarz) und historisches (rot) Netz im Bereich des Stadtzentrums

Die Blackpool Electric Tramway Company nahm den Betrieb mit zehn Straßenbahnen, die im Depot Blundell Street beheimatet waren, zwischen Cocker Street und Dean Street (nahe dem South Pier) auf. Der Strom von 230 Volt wurde aus einer Stromschiene im Boden entnommen. Nachdem der Mietvertrag ausgelaufen war, übernahm 1892 die Blackpool Corporation. 1895 wurde die Strecke vom Manchester Square entlang der Lytham Road bis South Shore erweitert, ergänzt bereits zwei Jahre später mit einer Verbindung von dort entlang der Station Road zum South Pier.
Die Stromversorgung über die Stromschiene erwies sich in unmittelbarer Nähe des Meeres durch Gischt und wehenden Sand als störanfällig. Dazu kamen die Leistungsverluste vor allem bei feuchtem Sand, der zudem noch schwieriger aus der Versorgungsschiene zu beseitigen war. Daher wurde bei der zweiten Straßenbahnlinie der Stadt, der von der Blackpool and Fleetwood Tramroad Company 1898 zwischen North Station und Fleetwood eröffneten Strecke als erster Straßenbahn Blackpools eine Fahrleitung betrieben. 1899 wurden auch die übrigen Straßenbahnlinien auf Oberleitung und den Betrieb mit 550 Volt Gleichstrom umgebaut. Zwischen 1900 und 1903 wurden mehrere Streckenverlängerungen eröffnet, 1902 kam am Whitegate Drive in Marton ein zweites Depot hinzu.
Im Jahr 1920 übernahm die Corporation die Tramroad mit ihren 13 Kilometern Strecke, den 41 Wagen und drei Depots. Das kleinste von diesen in der Bold Street wurde geschlossen und auch an der Rigby Road entstand bis 1935 ein neues Depot als Ersatz für das an der Blundell Street. Beim Streckenausbau hingegen geschah weniger. Nachdem 1920 an der Station Fleetwood Ferry eine Wendeschleife gebaut wurde, entstand 1925 zwischen Rossall und Broadwater eine direktere Trasse Richtung Fleetwood, und die letzte Netzerweiterung war 1926 die Verbindung entlang der Promenade bis zum Clifton Drive am Starr Gate mit dortigem Anschluss an die Lytham St Annes Tramways. Das Streckennetz hatte nunmehr eine Ausdehnung von rund 33 Kilometern.
Zwar wurde mit der Anschaffung von English Electric doppelstöckige Wagen vom Typ Luxury Dreadnought, heute bekannt als Balloon, in den Jahren 1934/1935 die Flotte umfassend modernisiert, allerdings begann 1936 mit der Schließung der Strecken Central Drive und nach Layton auch der Rückbau des Netzes. Zwischen 1961 und 1963 wurden alle weiteren Strecken stillgelegt, sodass die Verbindung entlang der Promenade von Starr Gate bis Fleetwood als einzige verblieb. Auch alle dazugehörigen Depots wurden geschlossen, zuletzt 1966 jenes in Bispham an der Hauptlinie, sodass nur das Depot Rigby Road verblieb. In den 1970er-Jahren verschärfte sich die wirtschaftliche Situation. Mit der Einführung der „One-Person-Operation“ wurden die Balloons zu sog. OMO-Wagen umgebaut und damit die Personalkosten gesenkt. Außerdem wurden ein paar neuere Wagen vom Typ Centenary gekauft. Trotzdem gab es wiederholt Diskussionen um eine Schließung. 1986 wurde der Betrieb der Straßenbahn und der Buslinien vom Blackpool Borough Council an die Blackpool Transport Services Limited (BTS) übertragen.
Als die britische Regierung im Jahr 2000 ankündigte, bis 2010 im ganzen Land 25 Straßenbahnsysteme neu errichten lassen zu wollen, beantragten Blackpool Council und Lancashire County Council 2002 einen Zuschuss über 1 Mrd. Pfund, um die Blackpool Tramway nach Lytham St Annes in den Süden sowie in neue Wohngebiete in Fleetwood zu erweitern. Dazu waren neue Strecken nach Poulton-le-Fylde und Thornton in Überlegung. Bis November 2007 ergab sich daraus aber nichts Konkretes. Immerhin begannen 2006 größere Reparatur- und Sanierungsarbeiten an der Strecke, die in einer zweiten Phase mit einer fünfmonatigen Stilllegung ab November 2007 insgesamt 11,8 Millionen Pfund in die Modernisierung der Anlagen investierten. Parallel dazu wurde ab Frühjahr 2006 der Prototyp eines neuen Triebwagens vom Typ City Class 611 „Supertram“ getestet. Überschattet wurden diese Testfahrten von zwei schweren Unfällen: am 30. Mai 2006 entgleiste der Prototyp in Starr Gate, mutmaßlich aufgrund des schlechten Gleiszustandes. Und am 24. Januar 2007 nachmittags um 16:15 Uhr kurz vor dem Berufsverkehr brannte der Testzug bei Anfahrt auf die Station Central Pier und wurde erheblich beschädigt. Der Zugführer konnte sich retten und wurde mit Verdacht auf eine Rauchgasvergiftung ins Krankenhaus gebracht. Weitere Menschen blieben unbehelligt.
Am 1. Februar 2008 wurde bekannt gegeben, dass die britische Regierung dem gemeinsamen Angebot von BTS und Stadtrat von Blackpool zur Finanzierung der gesamten Modernisierung der Strecke zugestimmt hat. Die Regierung sollte 60,3 Mio. Pfund und somit mehr als zwei Drittel der Gesamtkosten von 85,3 Mio. Pfund beisteuern. Der Blackpool Council und der Lancashire County Council stellten jeweils etwa 12,5 Mio. Pfund bereit. Die Entscheidung der Regierung bedeutete, dass die gesamte Straßenbahn Blackpool modernisiert wurde und 16 Bombardier Flexity 2-Triebwagen die Flotte bis 2012 ersetzen sollten. Die Arbeiten zur Erneuerung der Gleise und der Bau eines Betriebshofes am Starr Gate bedeuteten, dass von 2009 bis zur Inbetriebnahme der neuen Straßenbahnen im April 2012 südlich des Pleasure Beach keine Straßenbahnen verkehrten. Da ebenfalls Gleisarbeiten in Cleveleys durchgeführt wurden, wurde der Betrieb auch nördlich von Little Bispham eingestellt. Für beide Streckenteile wurde Ersatzbusverkehr eingerichtet. 2011 wurde die Leitungsspannung im Hinblick auf die Ankunft des neuen Rollmaterials auf 600 Volt Gleichstrom erhöht. Der letzte Betriebstag der traditionellen Straßenbahnflotte war der 6. November 2011. Die Straßenbahn Blackpool wurde am 4. April 2012 wiedereröffnet und bietet seither täglichen Betrieb mit den Flexity 2-Wagen an.

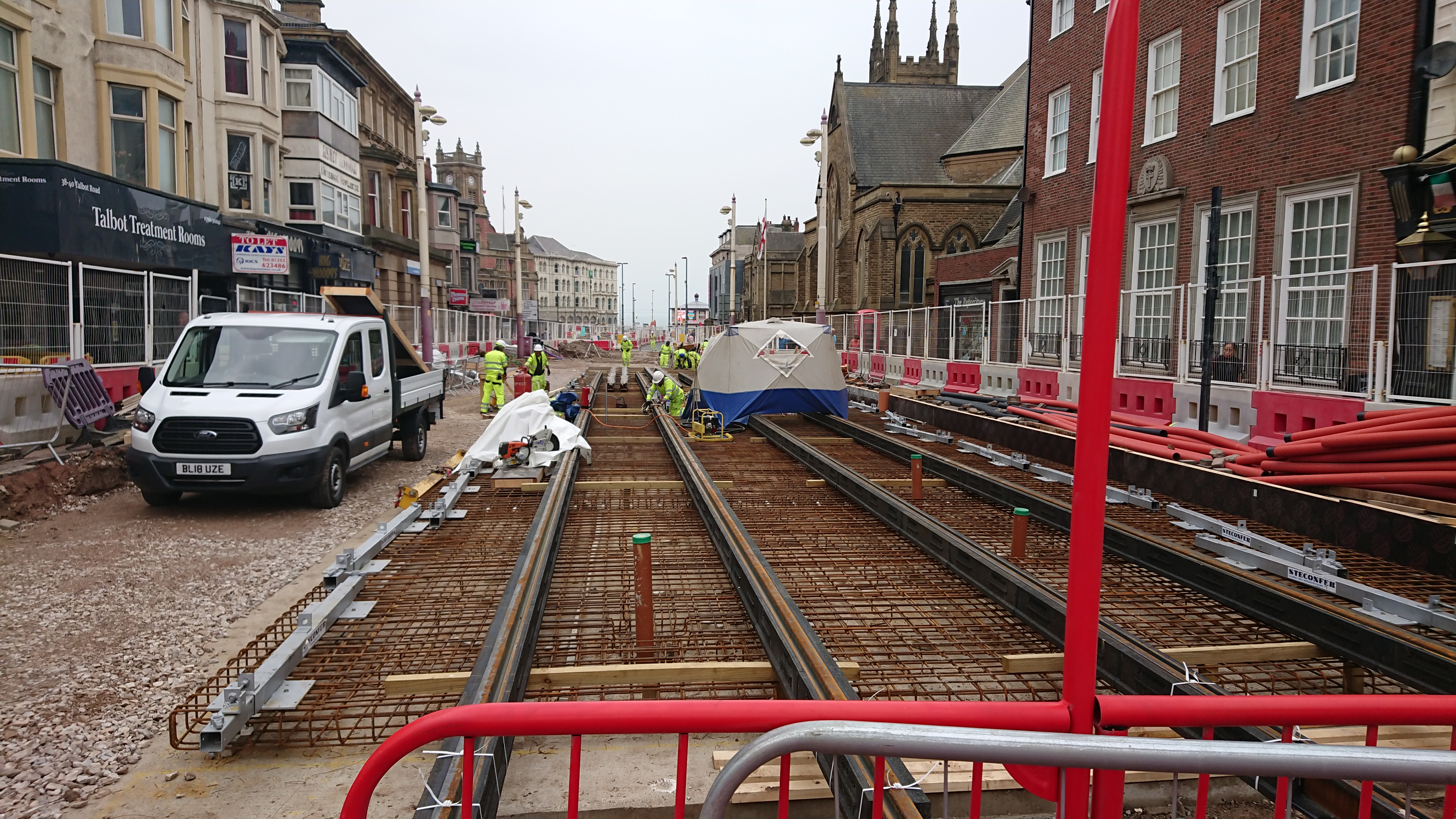
Gleisbau in der Talbot Road, Juli 2018

Für eine verbesserte Anbindung des Bahnhofs Blackpool North an den öffentlichen Nahverkehr wurde beschlossen, die Straßenbahn mit einer Stichstrecke über Talbot Street zum Bahnhof zu führen. Mit den Bauarbeiten wurde am 6. November 2017 begonnen, die Kosten dafür sollten bei 16,4 Mio. Pfund liegen und die Fertigstellung wurde ursprünglich für 2022 erwartet. Auf dem nach dem Abriss eines Kaufhauses im September 2020 neu geschaffenen Bahnhofsvorplatz wurde eine neue Straßenbahnendstation, der einzigen Haltestelle im Netz mit Mittelbahnsteig, mit barrierefreiem Zugang in das Bahnhofsgebäude der North Station errichtet. Testfahrten auf der letztlich über 22 Mio. Pfund teuren neuen Strecke begannen im März 2022. Die Inbetriebnahme dieser Zweigstrecke erfolgte schließlich am 16. Juni 2024.

## Strecke
Die Strecke der Straßenbahn Blackpool beginnt im Norden in Fleetwood in einer eingleisigen, im Straßenverkehr verlaufenden Blockschleife mit der Endstation Fleetwood Ferry nahe dem Anleger der Fähre über den Wyre nach Knott End. Auf der North Albert Street geht es zweigleisig straßenmittig nach Süden, nach rund 900 Metern verschwenkt die Strecke am Ende der Lord Street in ein eigenes Gleisbett in Mittellage. Nach weiteren 1,6 Kilometern verlässt die Straßenbahntrasse für etwa 300 Meter den Straßenraum und führt in Rücklage der Wohnbebauung weiter, ehe entlang der Meadow Avenue erneut 300 Meter neben der Straße folgen. Südlich der Station Broadwater geht die Strecke bis zur Station Rossall Square einen halben Kilometer über Land, durchquert ein Wohngebiet „zwischen den Gärten“ und folgt dann in östlicher Seitenlage der A587, dem Broadway, über mehr als zwei Kilometer nach Süden. Mitten in Cleveleys an der gleichnamigen Station wechselt die Trasse für 900 Meter zurück in Mittellage, ehe nach der Station Anchorshome Lane eine Verschwenkung auf die Westseite der nunmehr A584, der Queen’s Promenade, später nur Promenade, folgt. Fast sechs Kilometer geht es nun weitgehend geradeaus direkt hinter dem Strand entlang stadteinwärts, ehe an der Talbot Street die gut 500 Meter lange zweigleisige und straßenbündig geführte Zweigstrecke zum Bahnhof North Station nach Osten abbiegt. Die Hauptstrecke setzt sich weitere 4,6 Kilometer in unmittelbarer Küstennähe fort, ehe sie nach kurzer südöstlicher Wendung an der Station Starr Gate mit anschließender Wendeschleife durch den direkt daneben „am Strand“ liegenden Betriebshof gleichen Namens endet.
Damit ist die ausschließlich ebenerdige Strecke derzeit zu mehr als neun Zehnteln mit eigenem Gleisbett versehen, lediglich 1,4 Kilometer verlaufen im Straßenraum. Die Bahnübergänge an Straßen, ausschließlich im Nordteil der Strecke gelegen, sind alle ampelgesichert. Im Südteil finden sich wenige Grundstücks- und Parkplatzzufahrten, die allesamt nicht technisch gesichert sind. Fußwegquerungen finden sich fast nur in Haltestellenbereichen, von diesen Übergängen ist keiner technisch gesichert.

### Weitere Planungen
Nachdem bereits zwischen 2000 und 2004 konkrete Netzerweiterungen untersucht und teilweise durchgeplant wurden, dann aber nicht weiter verfolgt wurden, liegen aktuell mehrere konkrete Vorschläge auf dem Tisch. Zum einen handelt es sich um die South Fylde Line, die wiederholt angedachte Südverlängerung nach Lytham St Annes, die in wesentlichen Streckenabschnitten eine Wiederbelebung der bereits zwischen 1903 und 1937 bestandenen Straßenbahnstrecke darstellt. Zum andern geht es um die Fleetwood Branch Line, eine Zweigstrecke nach Poulton-le-Fylde. Blackpool Council, Fylde Council und Wyre Council haben jeweils 800.000 Pfund beantragt, um eine Machbarkeitsstudie durchführen zu lassen, in der der Vorschlag für einen sogenannten „Tram Loop“ untersucht werden soll, der die beiden Zweiglinien umfasst. Nach der Aufgabe der nördlichen Abschnitte der High Speed 2-Neubaustrecke werden rund 2,5 Mrd. Pfund umgeschichtet und Kommunen und Countys in den Midlands und im Norden Englands für den Ausbau ihrer Verkehrsinfrastruktur zur Verfügung gestellt. Aus diesen Mitteln erhält alleine die Stadt Blackpool 120,8 Mio. Pfund, die ab April 2025 fließen sollen. Dadurch haben sich die Diskussionen um den Ausbau des Straßenbahnnetzes intensiviert.

## Triebwagen

### Fahrzeuge in Betrieb
Heute sind in Blackpool diese Straßenbahntypen in Betrieb:
- im Plandienst
  - Flexity 2, Baujahre 2010–2012 und 2017[14], 18 Stück, Nr. 001–016 sowie 017/018. Diese Wagen fahren alle fahrplanmäßigen Umläufe zwischen Starr Gate und Fleetwood.
  - Balloon Cars, Baujahre 1934–1935, fünf Stück, Nr. 700, 711, 713, 719 und 720. Umgebaut 2009–2012 mit Türen auf 2,65 Meter Breite für das neue System; sind als Verstärker im Einsatz.
  - Millennium Cars (Umbau aus Balloon 1998–2004), vier Stück, Nr. 707, 709, 718, 724. Umgebaut 2010/2011 mit breiten Türen für das neue Tram-System; im Einsatz ebenfalls als Verstärker.

- für die täglichen historischen Rundfahrten
  - Boat Car, Baujahr 1934, ein Stück, Nr. 600 „Duchess of Cornwall“
  - Balloon Cars, Baujahre 1934–1935, zwei Stück, Nr. 706 „Princess Alice“ mit offenem Oberdeck, 717
  - Jubilee Car (Umbau aus Balloon 1979–1982), ein Stück, Nr. 761
  - Illuminated Cars, Umbaujahre 1962–2004, Nr. 733–734 „Western train“, F736 „Frigate“ („HMS Blackpool“), 737 Trawler (ex Brush 633)
  - Brush Car, Baujahr 1937, ein Stück, Nr. 631; nur als Reserve, kein Einsatz geplant

Dazu kommen weitere historische Straßenbahnen, die nur zu besonderen Anlässen gefahren werden:
- Nr. 040 gebaut 1914 Fleetwood
- Nr. 066 gebaut 1901 Bolton
- Nr. 147 gebaut 1924 Standard-Doppelstockstraßenbahn Blackpool
- Nr. 304 gebaut 1952 VAMBAC Coronation
- Nr. 660 gebaut 1953 Coronation
- Nr. 279 gebaut 1935 Railcoach (ex 679, umgebaut 1960), Aufarbeitung in Ursprungszustand vor 1960

| Fahrzeuge im Plandienst |      |         |        |                                          |
| Baureihe                | Bild | V/max   | Anzahl | Baujahr                                  |
| Flexity 2               |      | 70 km/h | 18     | 2010–2012, 2017                          |
| Balloon                 |      | 70 km/h | 9      | 1934 (letztmals aufgearbeitet 2009–2012) |

### Abgestellte Fahrzeuge
Manche Triebwagen sind dauerhaft abgestellt (z. B. wegen Unfallschaden, fälliger Untersuchung, nicht benötigt). Sie werden als „mothballed“ (eingemottet) bezeichnet. Bereits abgegebene Fahrzeuge sind nicht berücksichtigt. Die Boat Cars 602 und 604 sind gelistet, obwohl es hier keine einheitlichen Informationen über den geplanten Verbleib gibt.
Dies betrifft:
- Balloon 701, 704, 708, 715, 723 und 726
- Brush 631
- Railcoach 680
- Boat 602, 604
- Twin Cars 672–682, 674–684, 675–685, 676–686
- Centenary 642, 647, 648

Alle Fahrzeuge außer 631, 701 und 723 werden nicht von Blackpool Transport erhalten und sind verkauft oder zum Verkauf gestellt.
Die Wagen 605, 607, 621–623, 625–627, 630, 634, 636, 637, 641, 643–646, 678, 679, 671–681, 673–683, 687, 702, 703, 710, 712, 715, 721 und 762 wurden bereits von den Käufern abgeholt.
Die Boat Cars 603 und 605 sind im Betrieb mit der San Francisco Municipal Railway in ihre ursprünglichen 228 und 233 umnummeriert. Der Triebwagen 144 wird im Seashore Trolley Museum in Kennebunkport, Maine, USA aufbewahrt. Das Boat Car 606 wird im National Capital Trolley Museum, Maryland, USA aufbewahrt.

## Betrieb
Es bestanden seit der Eröffnung der Zweigstrecke zur North Station drei Straßenbahnlinien, die jeweils im 30-Minuten-Takt fuhren, wobei durch die Überlappung von jeweils zwei Linien ein Takt von 15 Minuten angeboten wurde.
- T1 Fleetwood Ferry – Starr Gate
- T2 North Station – Starr Gate
- T3 North Station – Fleetwood Ferry

Zum 10. November 2024 wurde mit dem neuen Winterfahrplan eine einheitliche Linie T1 im 15-Minuten-Takt eingeführt, die zwischen Starr Gate und Fleetwood unterwegs ist und dabei über North Station fährt. Die Linien T2 und T3 wurden damit aufgelöst. Abgesehen von wenigen Umläufen am frühen Morgen und spätabends im Rahmen der Ausrück- bzw. Einrückfahrten wird dabei immer die Zweigstrecke zur North Station befahren. Zusätzlich gibt es zwischen 23:45 und 0:30 Uhr täglich alle 15 Minuten Expressverbindungen ab Fleetwood Ferry, die nur auf Bedarf an Stationen anhalten, ansonsten aber ohne feste Fahrzeit und ohne über North Station zu fahren nach Starr Gate durchfahren.
Sonstige betriebliche Merkmale sind:
- Zu bestimmten Anlässen wie den Illuminations (deutsch: Lichterfesttagen) oder dem Fleetwood Festival of Transport (Fest des öffentlichen Nahverkehrs in Fleetwood und Blackpool) kommen die weiteren historischen Fahrzeuge zum Einsatz.
- Es gibt zwei Depots: Das in jüngerer Zeit errichtete Depot für die Flexity Outlook 2 befindet sich an der Endstation Starr Gate. Es wurde notwendig, da am alten Standort nicht genügend Platz vorhanden war. Das Depot der historischen Fahrzeugflotte sowie der Reservefahrzeuge befindet sich in der Rigby Road. Diese Abstellanlage wurde 1935 als Ersatz für zwei ältere Depots errichtet.
- Es gibt außer an den Endstellen noch zwei weitere Wendeschleifen, die sporadisch noch genutzt werden: Die Schleife an dem Haltepunkt Little Bispham wird gelegentlich bei Sonderveranstaltungen wie den Illuminations genutzt. Diese Schleife kann sowohl von neuen wie auch von den alten Fahrzeugen genutzt werden. Die Wendeschleife am Haltepunkt Pleasure Beach ist nur für die historischen Wagen ausgelegt. Sie wird bei Stadtrundfahrten sowie den Illuminations, sonst aber nur selten, befahren.
- Eine weitere Endstation besteht bei Bedarf am Fishermans Walk die in der Regel beim Fleetwood Festival of Transport genutzt wird. Es enden dort an diesem Tag alle Kurse bis 19 Uhr. Da die Straßenbahn Blackpool Zweirichtungswagen einsetzt, können aber bei Bedarf alle Kurse an mehreren vorhandenen Gleisverbindungen in die Gegenrichtung umsetzen.
- Ursprünglich durften die historischen Bahnen nur von Fleetwood Ferry bis Pleasure Beach fahren. Das Stück von Pleasure Beach bis Starr Gate war zunächst nur für die Flexity Outlook 2 zugelassen. Seit Anfang 2014 haben jedoch auch die historischen Bahnen die Genehmigung, bis Starr Gate zu fahren, wovon jedoch nur sporadisch Gebrauch gemacht wird. Ansonsten fahren die historischen Fahrzeuge im Wesentlichen zwischen Little Bispham und Pleasure Beach oder von Fishermans Walk (oder seltener von Fleetwood Ferry) zum North Pier. Die gesamte Strecke wird von diesen Fahrzeugen nur zu besonderen Ereignissen oder bei Anmietung befahren.

## Galerie

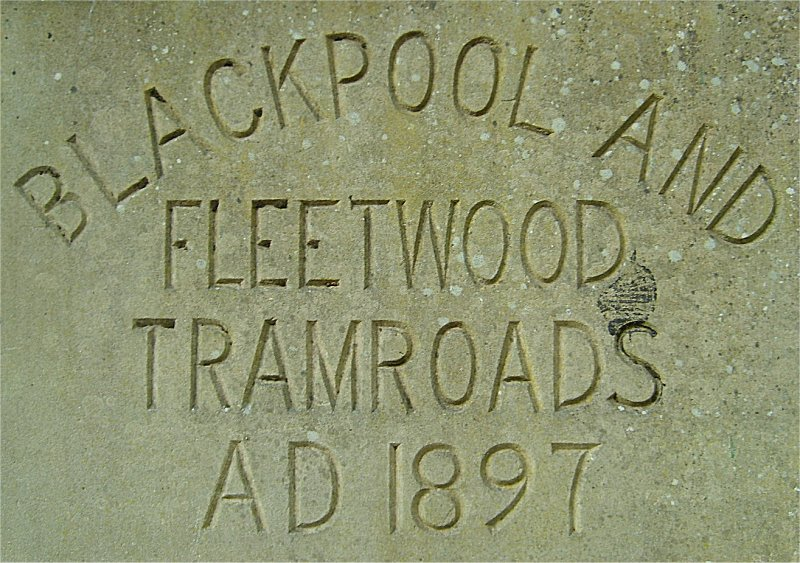
Grundstein am ehemaligen Depot Bispham
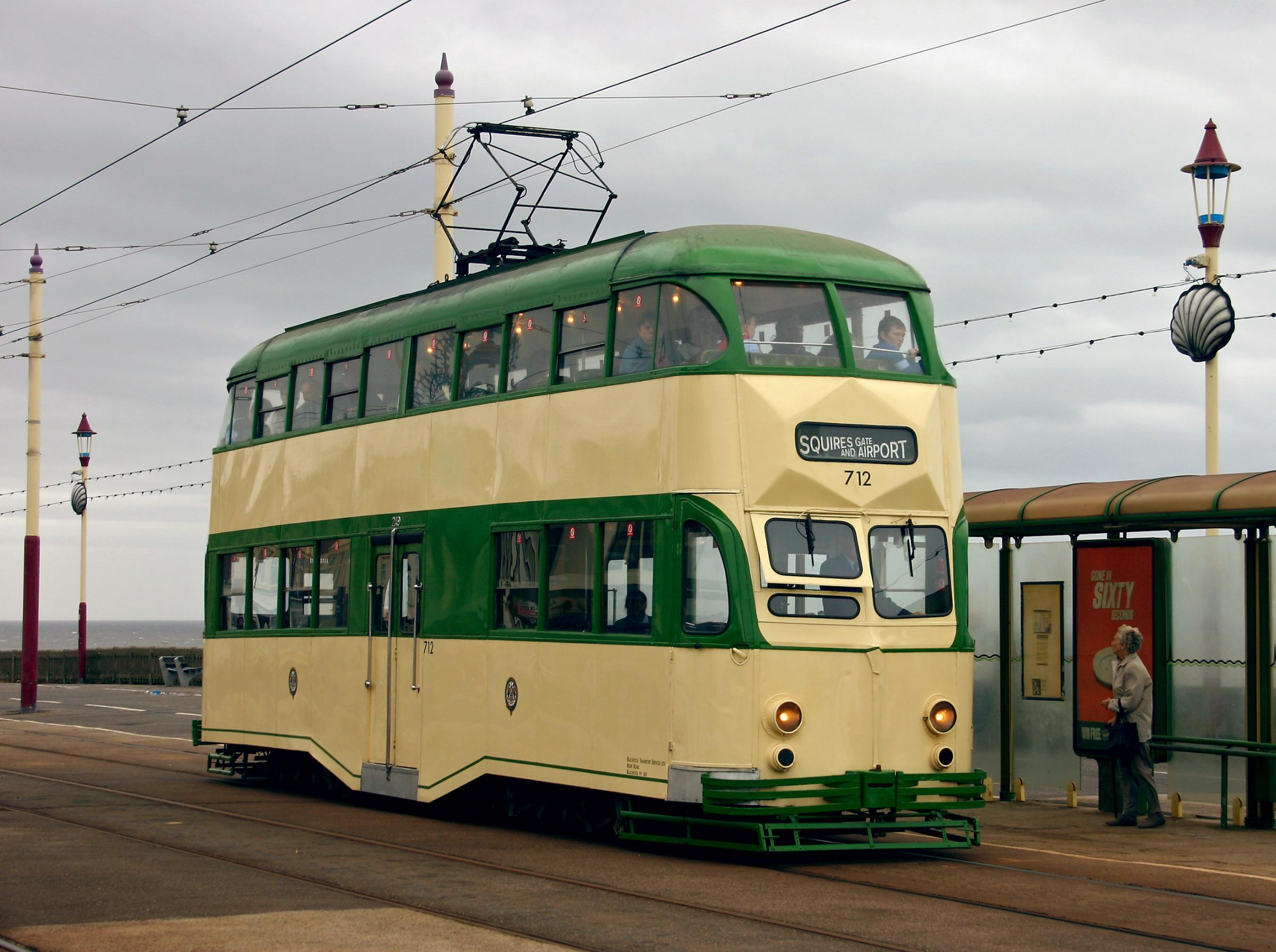
Balloon Car 712
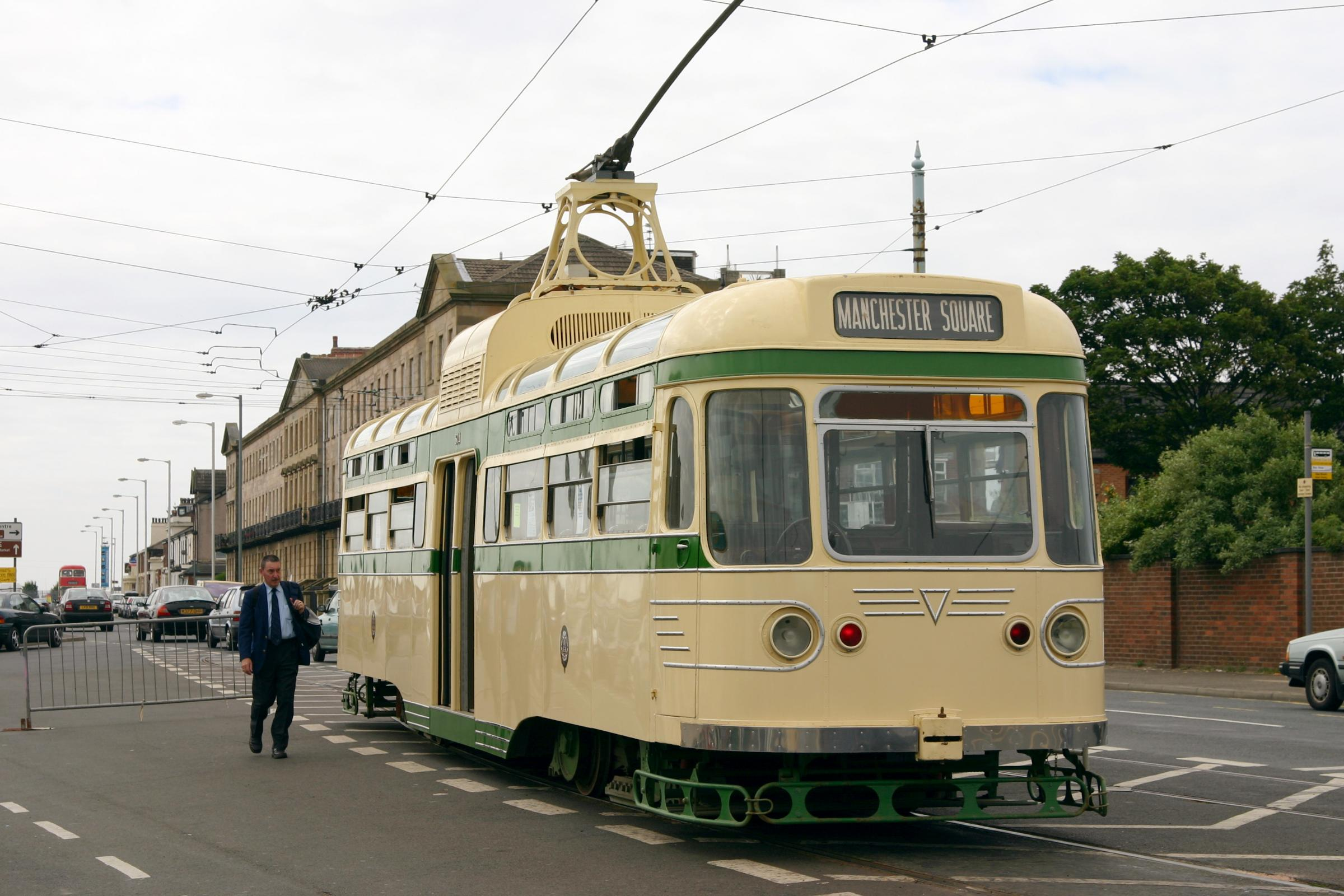
VAMBAC Coronation 304
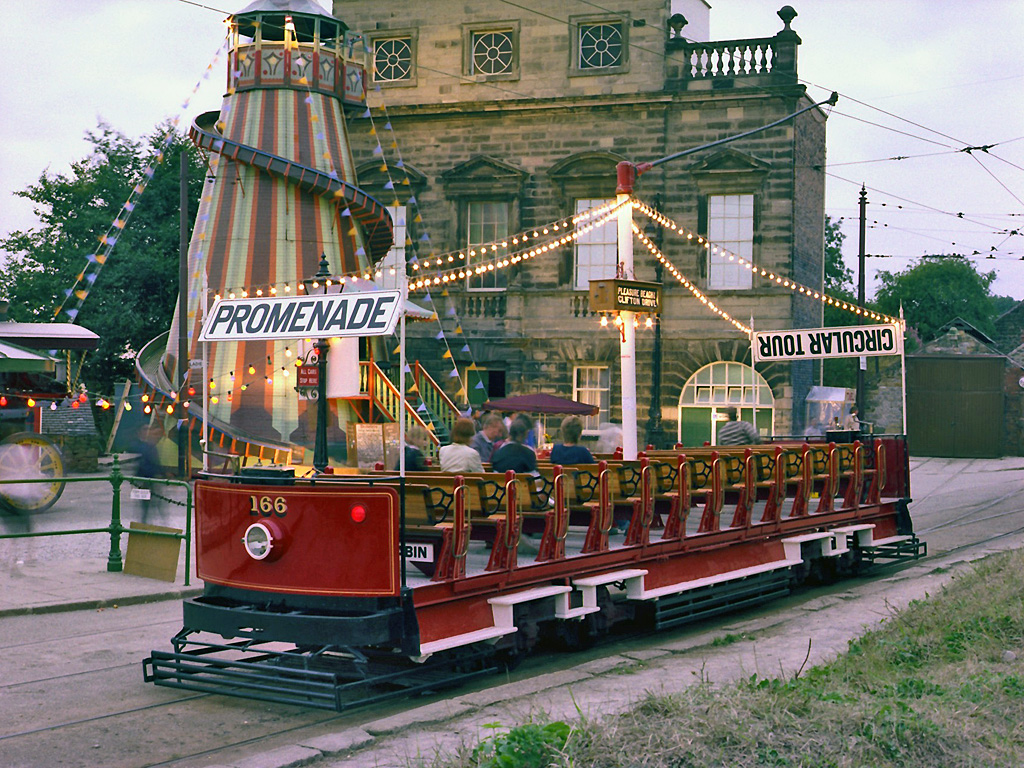
Toastrack 166
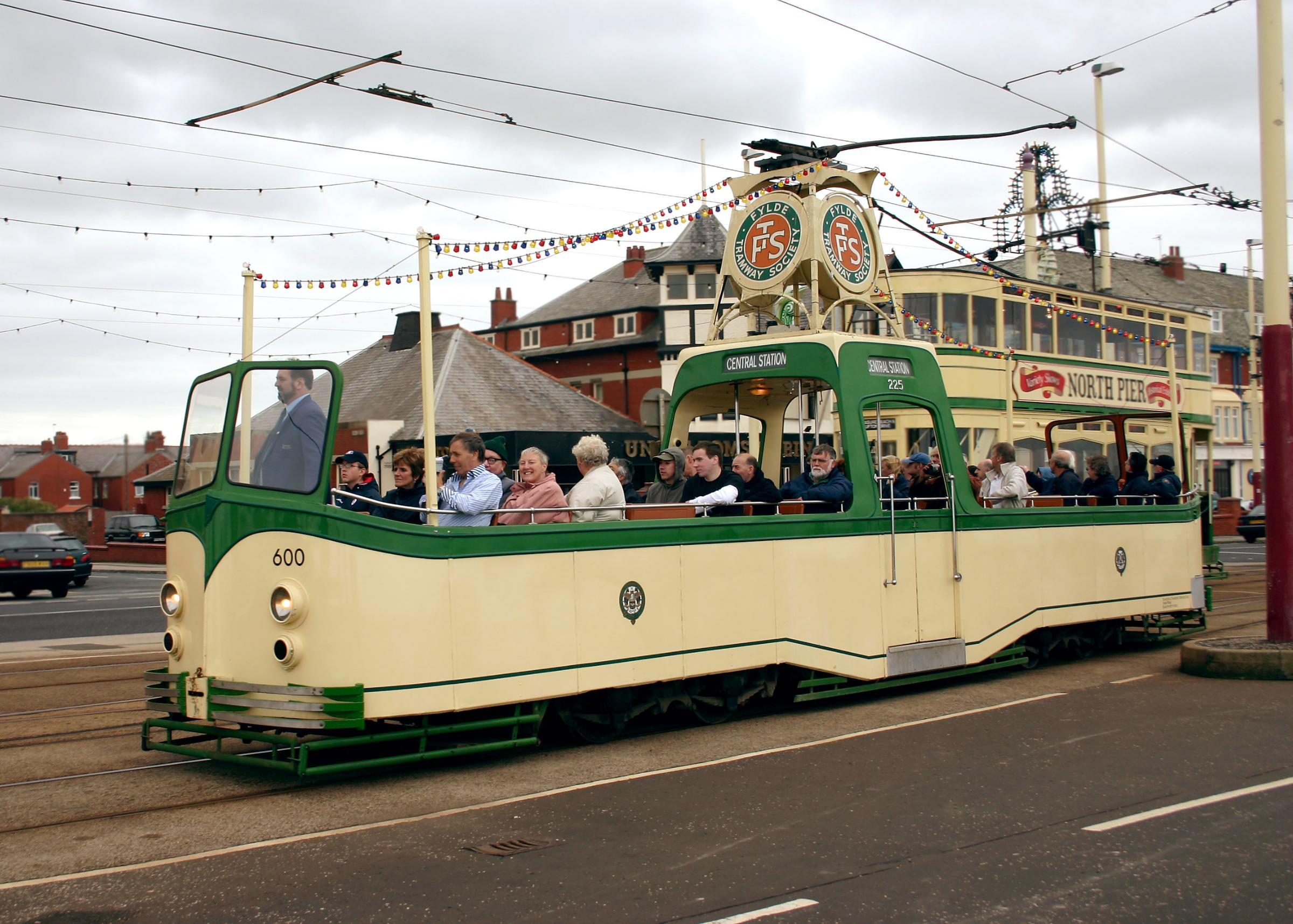
Boat Car 600
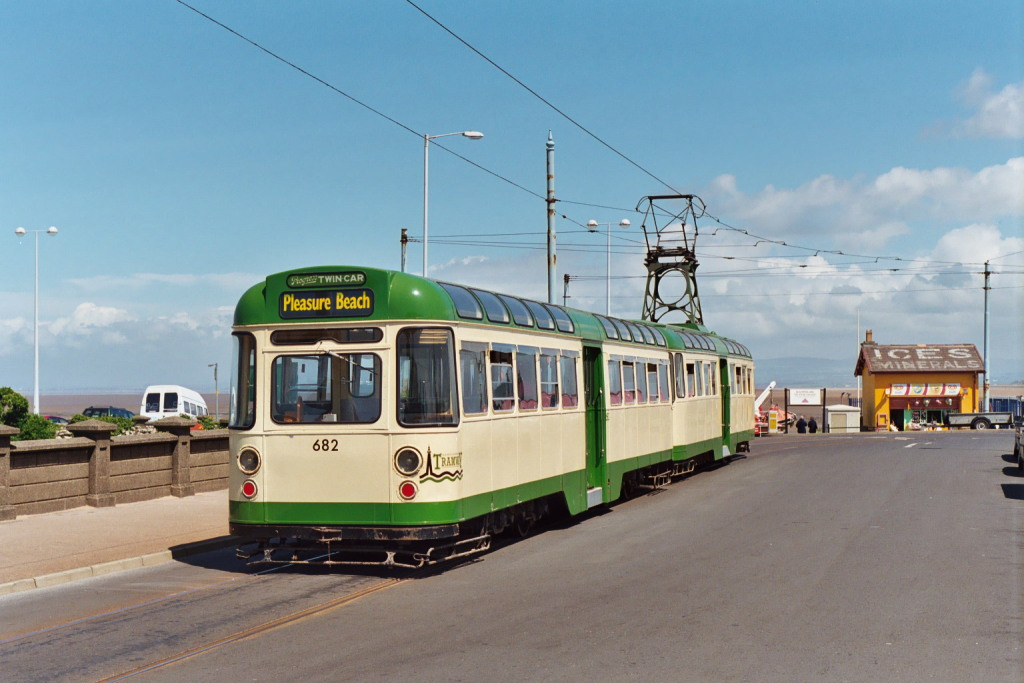
Twin Car 672+682
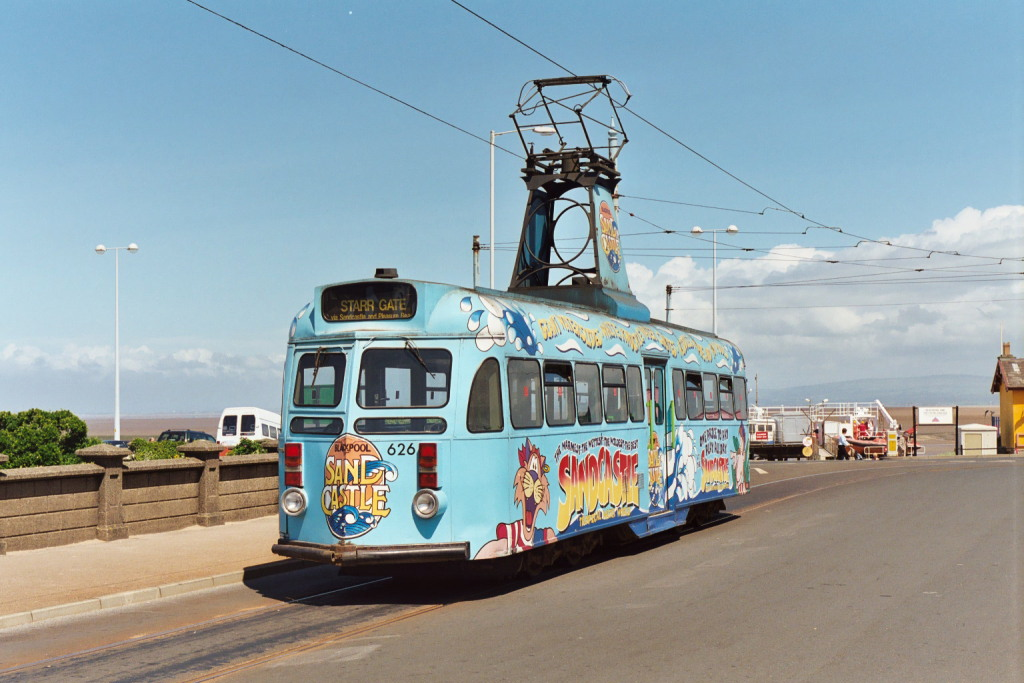
Brush Car 626
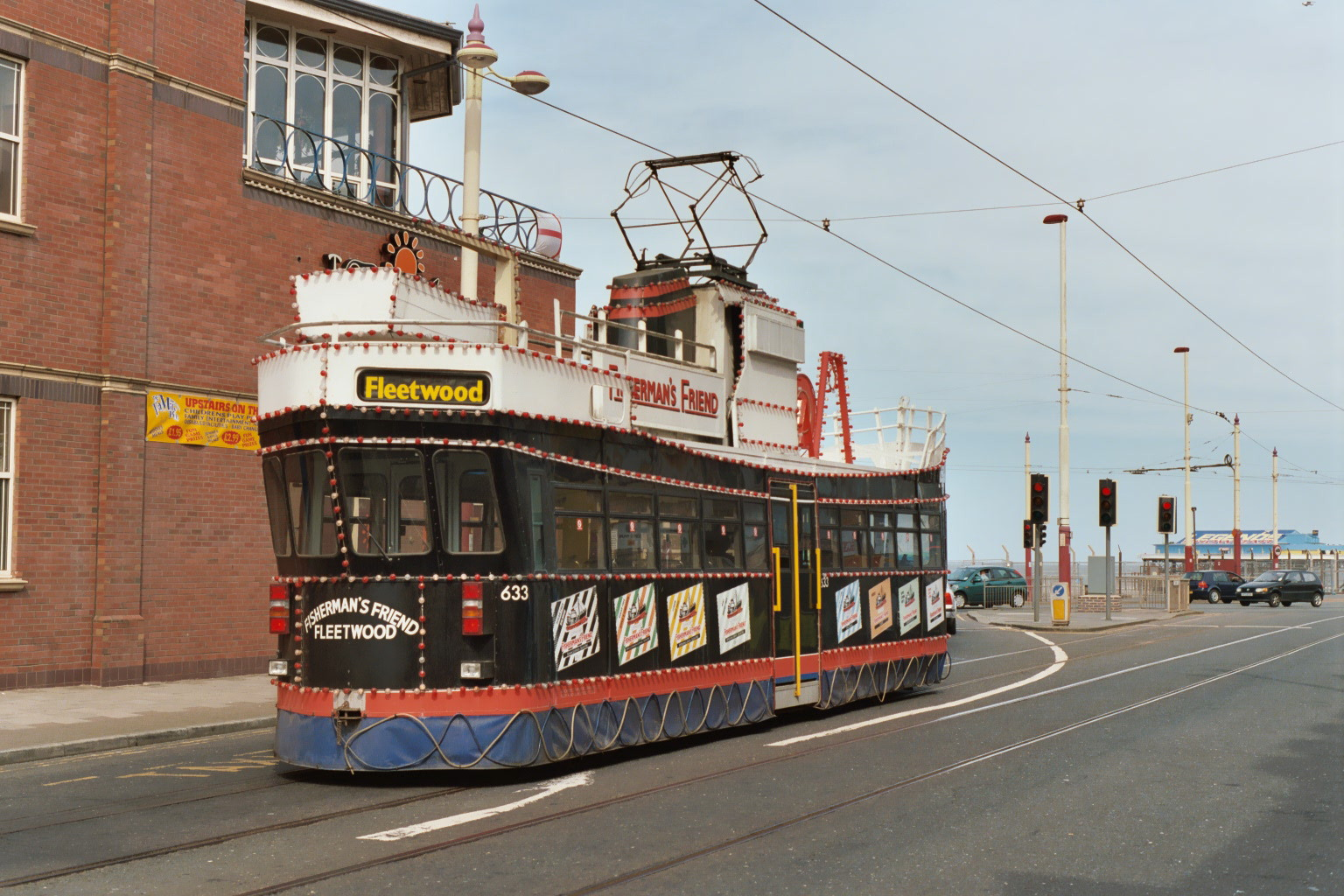
Illuminated Car 633
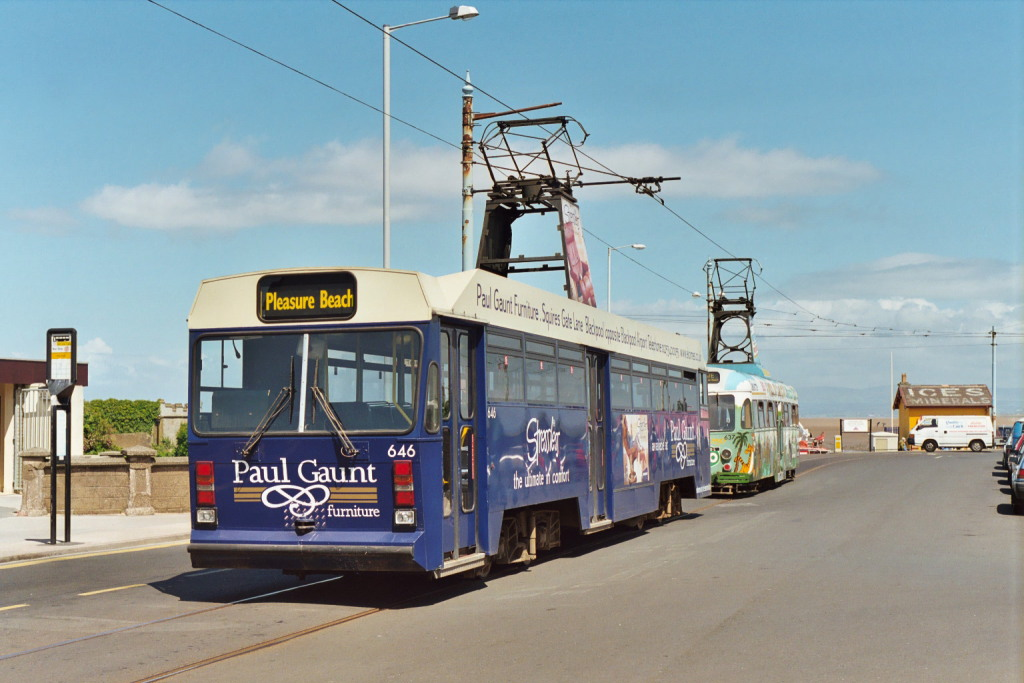
Centenary Car 646
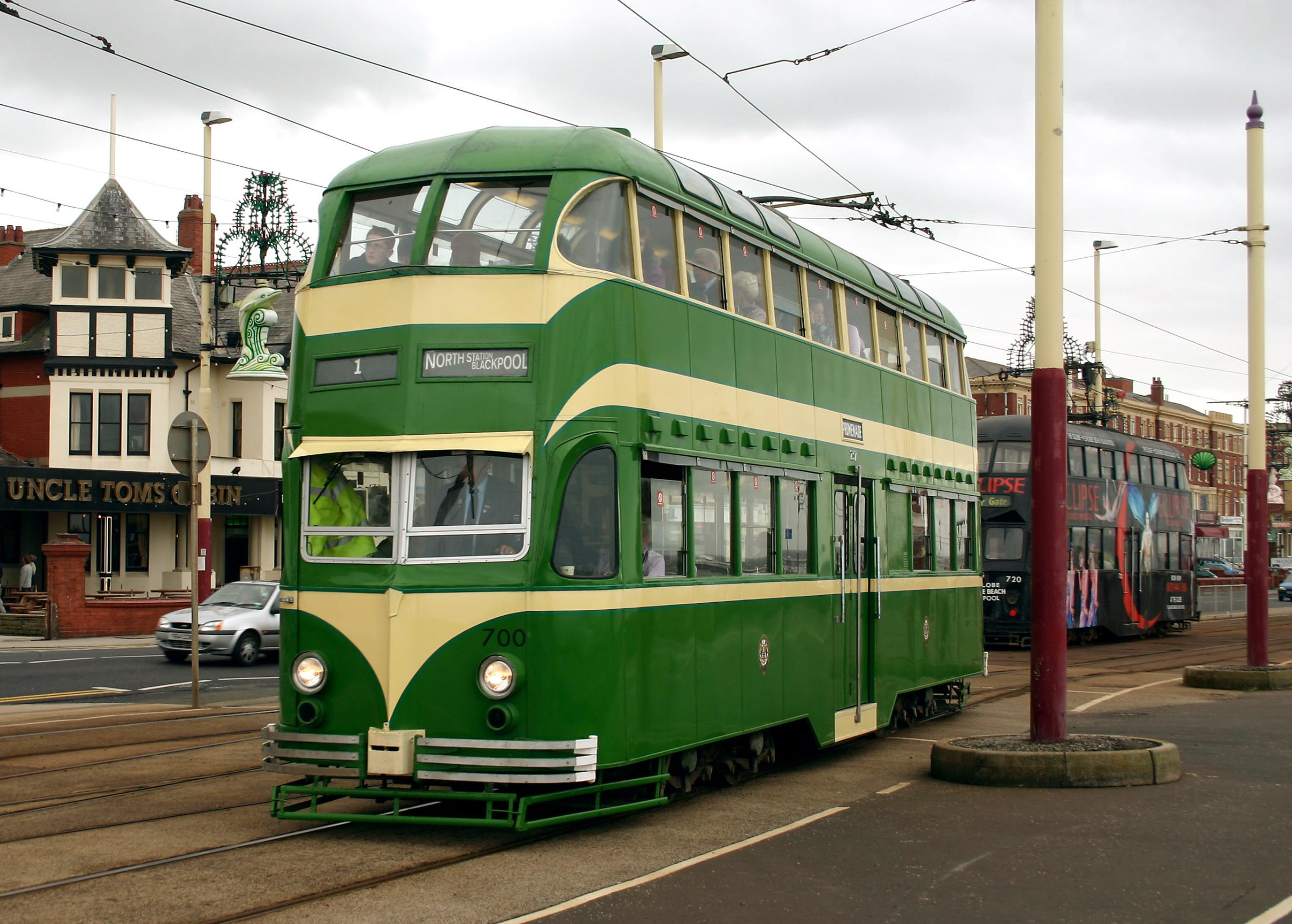
Doppelstöckiger Triebwagen Balloon Car 700
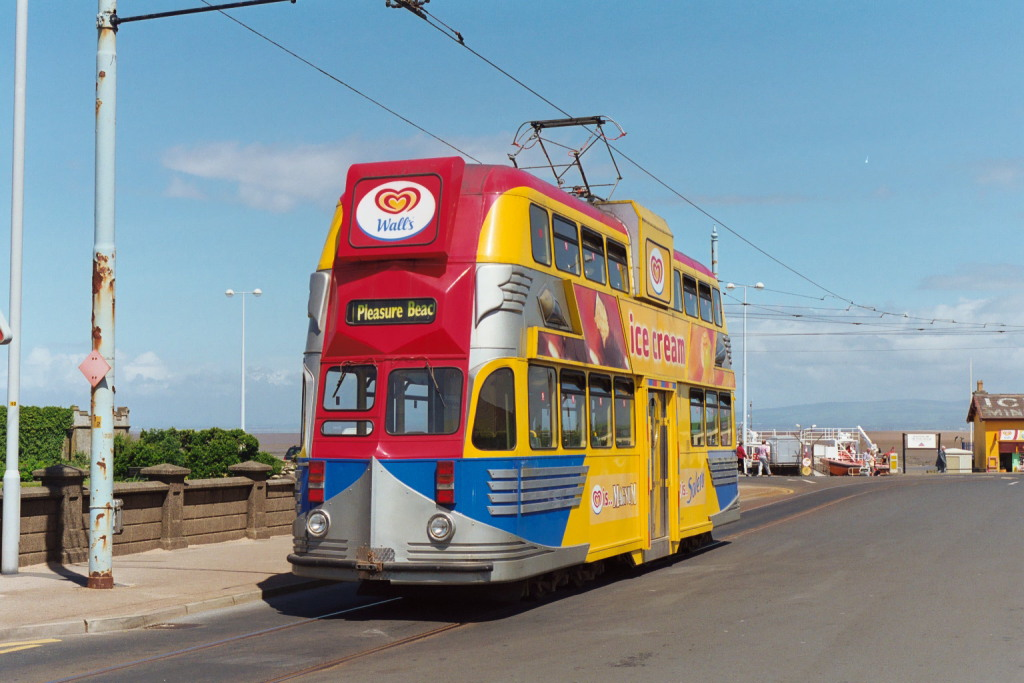
Balloon Car 719
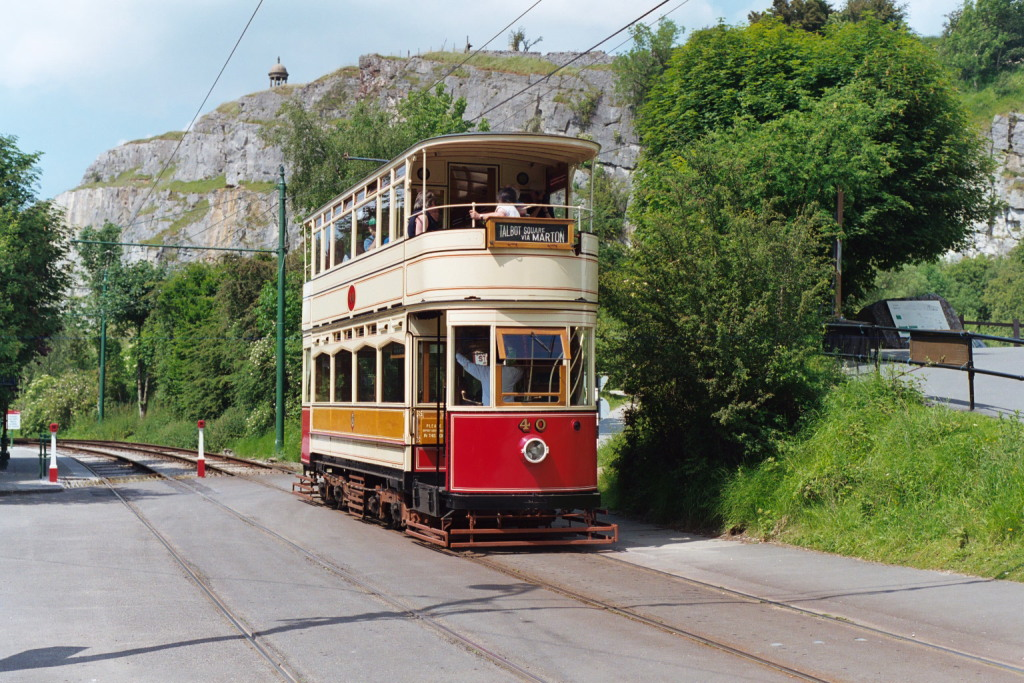
Standard Car 40
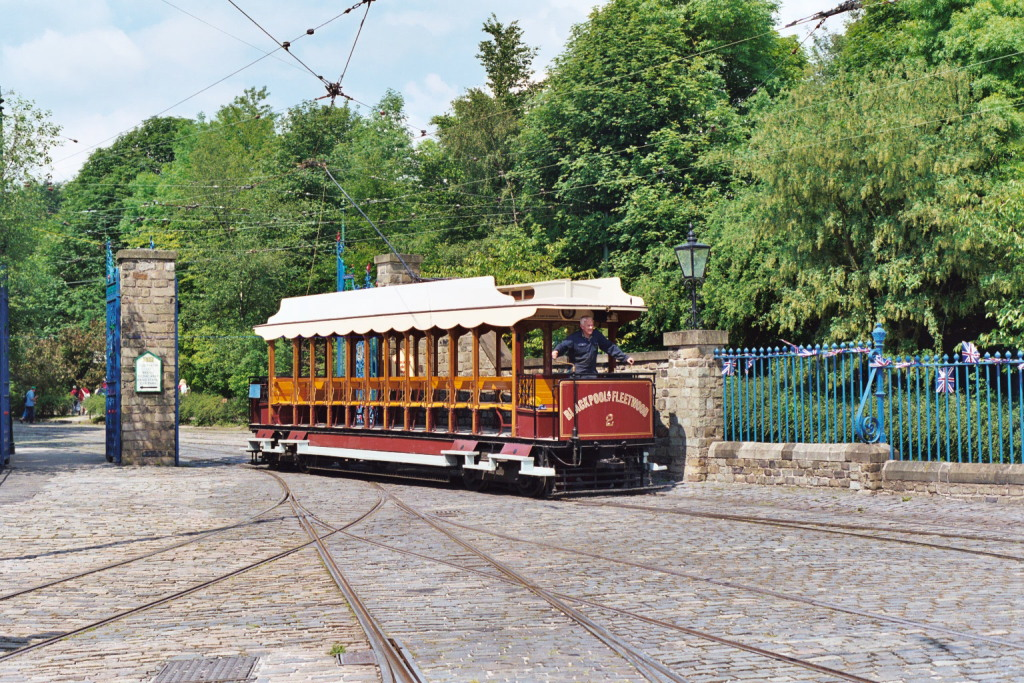
Toastrack 2